# Leonor Orosa-Goquingco

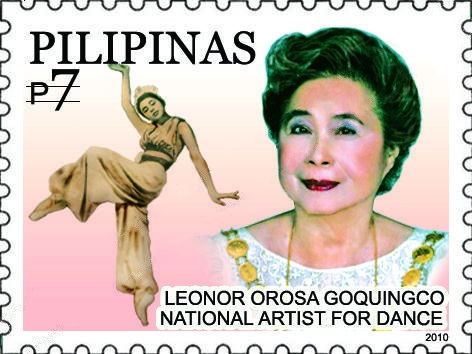
Leonor Orosa-Goquingco

Leonor Orosa-Goquingco  (Jolo, 24 juli 1917 – 15 juli 2005) was een Filipijns multitalent, die kon pianospelen, tekenen, decorbouwen, kostuumontwerpen, beeldhouwen, acteren, regisseren en dansen, maar ze werd vooral bekend om haar vernieuwende dans-choreografieën. Ze maakte meer dan vijftig jaar lang folkloristische ballet- en specifiek Aziatische choreografieën met een geheel eigen karakter en wordt wel de "Moeder van de Filipijnse Theaterdans" genoemd. Orosa-Goquingco werd in 1976 benoemd tot nationaal kunstenaar van de Filipijnen in de categorie dans. 

## Biografie
Leonor Orosa-Goquingco werd geboren op 24 juli 1917 in Jolo in de zuidelijke Filipijnse provincie Sulu als tweede kind van Sixto Orosa sr. en Severina Luna-Orosa. Haar beide ouders waren arts. Nadat ze de middelbareschoolopleiding aan de Negros Occidental Provincial High School als beste van haar jaar had afgerond, studeerde ze Pedagogiek aan de Philippine Women's University (PWU) in Manilla en het St. Scholastica’s College, waar ze magna cum laude afstudeerde. Aansluitend volgende ze opleidingen in theater- en toneelkunst, drama en muziek aan de Columbia University en het Teachers College in New York. Ook volgde ze trainingen bij het Ballet Russe de Monte Carlo.
In 1934, op 17-jarige leeftijd, was Leonor al bezig met dansexperimenten. Vijf jaar later was ze de enige Filipijnse danser op de First Cultural Mission naar Japan. Naast dansen begon ze al tijdens haar studie aan het St. Scholastica’s College met het maken van haar eigen choreografieën. In hetzelfde jaar kwam ze met de voorstelling Circling the Globe en een jaar later met Dance Panorama. Ook produceerde ze dat jaar de balletchoreografie The Elements en Sports, met daarin cheerleaders, een tennis- en een basketbalwedstrijd erin verwerkt. In 1941 deed ze de choreografie van de eerste Filipijnse folkloristische balletvoorstelling, Trend:Return tot the Native. Na de Tweede Wereldoorlog zette ze het Philippine Ballet op. Met dit balletgezelschap bracht ze het boek Noli Me Tangere van de Filipijnse nationale held José Rizal tot leven, middels de uitvoering van verschillende dansen. In 1958 begon ze de Filipinescas Dance Company. Orosa Goquingco was de directeur-choreograaf van het gezelschap dat tot 1974 in totaal vijf maal op wereldtournee ging en daarbij Noord- en Zuid-Amerika, Europa, Mexico, Rusland, Azië en Hawaii aandeed. De dansvoorstellingen vertelden het verhaal van de Filipijnse geschiedenis en kregen over de hele wereld lovende kritieken.
Naast het dansen, was Orosa-Goquingco ook actief als schrijver en criticus. Zo schreef ze artikelen in Dance Magazine, Enciclopedia Della Spettacolo, Grove's Dictionary of Music and Musicians, Arts of Asia en voor de Philippine Cultural Foundation. Ook schreef ze een gedicht over de Japanse bezetting genaamd Lifted the Smoke of Battle en had ze ook succes met haar toneelstuk, Her Son, Jose Rizal, waarin de emoties van de moeder van José Rizal worden verbeeld in de periode dat Rizal in gevangenschap moest wachten op zijn executie. De eenakter werd gespeeld door het Barangay Theater Guild en door Wilfrido Maria Guerrero. In 1980 publiceerde Orosa-Goquinco het boek The Dances of the Emerald Isles: A Great Philippine Heritage, een encyclopedisch boek over geschiedenis van de dans in de Filipijnen. 
Orosa-Goquingco overleed op 87-jarige leeftijd aan de gevolgen van een hartstilstand. Ze was getrouwd met Benjamin Goquinco en had drie kinderen. Leonor Orosa-Goquinco was een jongere zus van bankier Sixto Orosa jr..

## Onderscheidingen
Leonor Orosa-Goquingco ontving vele onderscheiding waaronder:
- Patnubay ng Sining at Kalinangan Award (1961)
- Rizal Centennial Award (1962)
- Patnubay ng Sining at Kalinangan award (1964)
- Republic Cultural Heritage Award (1964)
- Presidential Award of Merit (1970)
- Tandang Sora Award (1975)
- Columbia University Alumni Association Award (1975)
- Nationaal kunstenaar van de Filipijnen, categorie dans (1976)